# 崔光 (北魏)
崔 光（さい こう、451年 - 523年）は、北魏の学者・官僚・政治家。もとの名は孝伯。字は長仁。東清河郡鄃県の出身。本貫は清河郡東武城県。

## 経歴
崔光の祖父の崔曠は慕容徳に従って黄河を南に渡り、青州鄃県の烏水に居住した。南燕が滅亡すると、崔曠は南朝宋に仕えて楽陵郡太守となった。父の崔霊延は、南朝宋の龍驤将軍・長広郡太守となり、冀州刺史の崔道固とともに北魏の進攻をはばんだ。
北魏の慕容白曜が山東を平定すると、崔光は17歳で父に従って平城に連行された。家は貧しかったが学問を好み、昼に耕作して夜には書物を暗唱し、書記の雇い仕事で父母を養った。482年（太和6年）、中書博士に任じられ、著作郎に転じ、秘書丞の李彪とともに北魏の国史編纂事業に参加した。中書侍郎・給事黄門侍郎に転じ、孝文帝の知遇を得て、「孝伯の才は浩浩として黄河が東に注ぐようなものであり、今日の文学の宗家である」と評された。洛陽遷都の計画に参画して、朝陽子の爵位を受け、黄門・著作のまま散騎常侍の位を受けた。さらに太子少傅を兼ねた。まもなく本官のまま侍中を兼ね、使持節・陝西大使となり、西方の巡察にあたった。このとき巡ったところの故事を叙述し、詩38篇を賦した。洛陽に帰ると、侍中を兼ねたまま、爵位を伯に進めた。宣武帝が即位すると、正式に侍中に任じられた。
崔光は李彪とともに国史編纂にあたっていたが、太和の末年になって李彪が失脚して著作の任を解かれると、国史編纂は崔光の専任となった。李彪が国史の完成を求めて上表すると、宣武帝は李彪を無官のまま秘書省で著述にあたらせた。崔光は史官の任にはあったが、もっぱら李彪の功績だとみなしており、侍中・著作の任を解いて李彪に譲りたいと上表したが、宣武帝は許さなかった。崔光は太常卿に転じ、斉州大中正を兼ねた。
504年（正始元年）夏、典事史の元献が4足4翼の鶏を献上すると、崔光は漢代の先例を挙げて奇形の鶏の出現を天の警告とみなし、冗費を節減して民力を休養し、賢者を任用して佞者を退けるよう上表した。宣武帝はその文章を見て喜び、ますます崔光を重んじるようになった。崔光は撫軍将軍の号を加えられた。
507年（正始4年）秋、中書令に任じられ、鎮東将軍の号に進められた。508年（永平元年）秋、京兆王元愉の妾の李氏が処刑されることとなった。崔光は李氏が懐妊していたことから、その出産を待つように上奏して、宣武帝に聞き入れられた。
512年（延昌元年）春、侍中のまま中書監に転じた。513年（延昌2年）、太子少傅に任じられ、皇太子元詡の教育にあたることとなった。514年（延昌3年）、侍中・中書監のまま右光禄大夫に転じた。
515年（延昌4年）1月、宣武帝が死去すると、崔光は領軍将軍の于忠とともに東宮に赴いて孝明帝を迎えた。宣武帝の同母弟である広平王元懐は太極殿西廊に駆けつけて禁中で慟哭すると、侍中・黄門・領軍2衛を呼びつけて、孝明帝をさしおいて自ら殿上で大々的な哭礼をおこなうと言い出した。これを聞いた諸人は驚愕したが、あえて抗弁する者もいなかった。崔光はひとり杖を振るって、後漢の光武帝が死去したときに太尉の趙憙が剣を階に横たえて親王の昇殿を阻止した故事を引いて諫めた。
ときに高太后が霊太后を殺害しようと計画し、それを知った劉騰が侯剛に知らせ、侯剛が于忠に報告した。于忠が崔光に相談すると、崔光は霊太后を別所に移して護衛するよう于忠に勧めた。
さかのぼって511年（永平4年）に黄門郎の孫恵蔚が崔光に代わって著作の任を引き継いでいたが、孫恵蔚は歴史記録の仕事に関心を持っていなかった。515年3月になって、任城王元澄が崔光を史官の任にもどすよう上表したので、崔光は領著作にもどされた。4月、特進とされた。5月、孝明帝を奉迎した功により、博平県開国公に封じられた。7月、国子祭酒を兼ねた。8月、車騎大将軍・儀同三司の位を受けた。
于忠が朝政を掌握すると、崔光は于忠に従った。霊太后が臨朝称制するようになると、崔光はたびたび上表して官位をしりぞこうとした。後に于忠が失脚すると、崔光は章綬冠服茅土を返還して引退を願い出たが、霊太后はかれを慰留した。
516年（熙平元年）2月、高陽王元雍らの推挙を受けて崔光は孝明帝に経学を教授した。4月、平恩県開国侯に封じられた。ときに霊太后が後園に行くたびに自ら弓矢を取るので、崔光はこれを諫めた。この年の秋、霊太后がしきりに王公の邸宅に行幸するので、崔光はまたこれを諫めた。
518年（神亀元年）夏、崔光は三体石経の補修について上表して、孝明帝の裁可を得た。崔光は国子博士の李郁と国子助教の韓神固・劉燮らに命じて石経を校勘させ補修させようとしたが、霊太后の横槍が入って取りやめとなった。
519年（神亀2年）8月、霊太后が永寧寺に行幸し、自ら9層仏図を登ろうとしたので、崔光はこれを諫めた。9月、霊太后が嵩山に行幸しようとしたので、崔光はまたもこれを諫めたが、霊太后は聞き入れなかった。
521年（正光2年）春、孝明帝が自ら国学で釈奠をおこなうと、崔光は百官の居ならぶ中で南面して経を執った。京兆王元継が司徒の位を崔光に譲りたいと上表した。4月、崔光は著作を兼ねたまま司徒・侍中・国子祭酒とされた。しかし崔光は歴年にわたって司徒受任を固辞しつづけた。8月、禿鶖鳥が宮中で捕らえられると、崔光は禿鶖は野沢で育つ貪悪の鳥で、宮殿の庭に入れるべきではないと上表した。孝明帝は禿鶖を池沢に棄てさせた。
12月、崔光は安豊王元延明とともに服章を議論して定めるよう命じられた。522年（正光3年）9月、太保の位に進められたが、崔光はまたも固辞した。崔光は公務に忙しく、著作に常駐して、病が重くなっても帰宅しなかった。523年（正光4年）11月丁酉、死去した。享年は73。524年（正光5年）1月、侍中のまま太傅・領尚書令・驃騎大将軍・開府・冀州刺史の位を追贈された。諡は文宣公といった。著作に『百三郡国詩』や『維摩十地経義疏』があった。著した詩・賦・銘・賛・詠・頌・表・啓は数百篇あり、別に文集があった。

## 妻子

### 妻
- 李要光

### 子
- 崔勵（字は彦徳）
- 崔勗（東魏の武定末年に征虜将軍・安州刺史・朝陽伯となった。北斉が建てられると、爵位を降格された）
- 崔勔（字は彦儒、司空記室・通直散騎侍郎・寧遠将軍・清河郡太守となり、盤陽鎮将を兼ねた。崔景安の反乱で殺害された）
- 崔勧
- 崔劼（字は彦玄、武定年間に中書郎となった）
- 崔勀
- 崔勍
- 崔劬
- 崔勩
- 崔勦
- 崔勉

## 伝記資料
- 『魏書』巻67 列伝第55
- 『北史』巻44 列伝第32